# Помилка Тоні Вендіса
«Помилка Тоні Вендіса» (рос. «Ошибка Тони Вендиса») — молдовський радянський художній фільм 1981 року режисера Василе Брескану, екранізація гостросюжетної п'єси Фредеріка Нотта «У випадку вбивства набирайте «М».

## Сюжет
Відомий тенісист Тоні Вендіс хоче заволодіти грошима своєї невірної дружини Марго, шантажує її колишнього коханця і нарешті задумує вбивство дружини. Він умовляє колишнього капітана американської армії Свана скоїти вбивство. Здавалося, задум був бездоганним, але одну деталь Тоні все ж не врахував. Захищаючись, Марго вбиває Свана. Події починають розвиватися зовсім за іншим сценарієм, але Вендіс не губиться і придумує ще більш хитромудрий хід…

## У ролях
- Ігор Костолевський
- Мілена Тонтегоде
- Вальдас Ятаутіс
- Олександр Філіппенко
- Паул Буткевич

## Творча група
- Сценарій: Олександр Юровський
- Режисер: Василе Брескану
- Оператор: Леонід Проскурів
- Композитор: Валерій Логінов, Влад Друк